# Zentralgewerbeschule Buchen

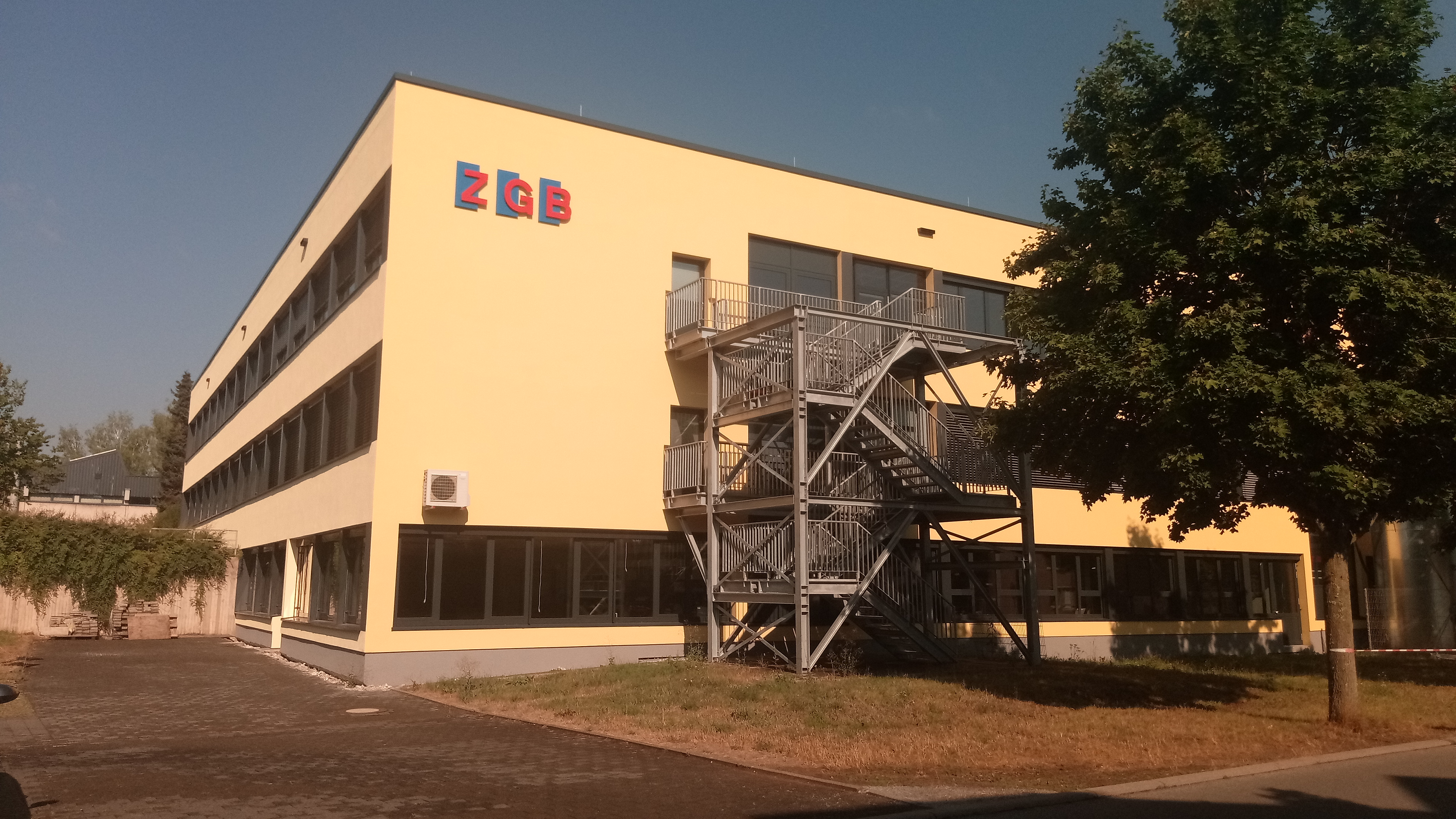
Zentralgewerbeschule Buchen von der Henry-Dunant-Straße aus gesehen

Die Zentralgewerbeschule Buchen (ZGB) ist eine öffentliche berufliche Schule des gewerblichen Typs in der Stadt Buchen, mit einem breiten Bildungsangebot. Sie gehört mit 70 Lehrkräften (Stand 2018) und ca. 1050 Schülern zu den größten Schulen des Schulträgers Neckar-Odenwald-Kreis. Im April 2003 war die ZGB die erste öffentliche Schule in Deutschland, deren QM-System nach DIN EN ISO 9001:2000 von der DQS zertifiziert wurde.

## Bildungsangebot
Neben der Berufsschule mit Ausbildungsberufen in sechs Berufsfeldern (Metall-, Holz-, Elektro- und Fahrzeugtechnik sowie Körperpflege und Ernährung) hat die ZGB Vollzeitschularten, die in durchgängigen Bildungslaufbahnen einen Hauptschulabschluss im Vorqualifizierungsjahr Arbeit/Beruf (VAB), einen Mittleren Bildungsabschluss in der Zweijährigen Berufsfachschule Metall- und Elektrotechnik, die Fachhochschulreife an beiden Berufskollegs oder die Allgemeine Hochschulreife im Technischen Gymnasium anbieten kann.
Die an der ZGB angebotenen Vollzeitschularten umfassen:
Technisches Gymnasium
Das Technische Gymnasium spricht mit seinen Schwerpunkten „Informationstechnik“ (TGI), „Mechatronik“ (TGM), und „Technik und Management“ (TGTM) vor allem naturwissenschaftlich-technisch interessierte Schüler an. Neben den Schwerpunkten werden auch sprachliche (inklusive Spanisch als zweiter Fremdsprache), gesellschaftliche und mathematisch-naturwissenschaftliche Fächer unterrichtet. Nach drei Jahren schließt das Technische Gymnasium mit der Allgemeinen Hochschulreife (Abitur) ab, das zum Studium aller Fächer an allen Hochschulen berechtigt (etwaige spezielle Aufnahmevoraussetzungen z.Bsp. bei Kunstakademien, Sporthochschulen etc. nicht mit einbegriffen).
Einjähriges Berufskolleg Technik
Das einjährige Berufskolleg (1BKFHT) ermöglicht nach einer abgeschlossenen Berufsausbildung und mittlerem Bildungsabschluss einen schnellen Weg zur Fachhochschulreife („Fachabitur“), das zum dualen Studium aller Fachrichtungen (auch „öffentliche Verwaltung“) sowie zum Studium an allen Hochschulen für angewandte Wissenschaften in Deutschland in jeder beliebigen Fachrichtung berechtigt.
Technisches Berufskolleg mir dualer Verzahnung
Nach dem Mittleren Bildungsabschluss erreicht man in zwei Jahren die Fachhochschulreife, wenn man sich für das Technische Berufskolleg mit dualer Verzahnung (1BKMFE) entscheidet. Parallel zum Schulbesuch gibt es Praktikumsphasen, in denen Kontakt mit Betrieben der Region geknüpft wird. Aufnahmevoraussetzung ist die Mittlere Reife.
Fachschule für Technik Maschinentechnik – Voll- und Teilzeit
Die Fachschule für Technik, Maschinentechnik (FTM) mit dem Vertiefungsbereich Qualitätstechnik führt zur Qualifikation des „staatlich geprüften Technikers“. Die Vollzeitvariante dauert zwei Jahre, die berufsbegleitende Teilzeitausbildung dauert insgesamt dreieinhalb Jahre. Technische Schwerpunktfächer sind bspw. Konstruktion, Fertigungstechnik und Automatisierungstechnik (Lernfabrik 4.0), Softwareeinsatz ERP in Partnerschaft mit SAP4School IUS.
In beiden Varianten gelten die gleichen Aufnahmevoraussetzungen: Hauptschulabschluss, Abschluss der Berufsschule, Facharbeiter- bzw. Gesellenbrief in einem Beruf des Berufsfeldes Metall, sowie – je nach Vorbildung – eine einschlägige Berufspraxis. Mit der erfolgreich bestandenen Abschlussprüfung wird neben der Berufsbezeichnung „Staatlich geprüfter Techniker“ auch die Fachhochschulreife erworben.
Zweijährige Berufsfachschule Metall- und Elektrotechnik
Die Zweijährige Berufsfachschule Metall- und Elektrotechnik richtet sich vor allem an interessierte Hauptschulabsolventen, welche die Fachschulreife (Mittlere Reife) erwerben wollen. Neben dem theoretischen Unterricht in den allgemeinbildenden und naturwissenschaftlichen Fächern, wird eine theoretische und praktische Grundausbildung in der jeweiligen Fachrichtung absolviert. Nach Abschluss der zweijährigen Berufsfachschule sind die Absolventen Auszubildende in gewerblichen Berufen, können aber auch auf ein berufliches Gymnasium oder ein Berufskolleg wechseln.
Ausbildungsvorbereitung dual
Das Ziel von AVdual ist es, dass Jugendliche die individuelle Unterstützung erhalten, die sie benötigen, um eine Ausbildung beginnen zu können oder die notwendigen Voraussetzungen um die Fachschulreife („Mittlere Reife“) zu erlangen.
Im AV dual werden die Schüler auf drei unterschiedlichen Niveaustufen entsprechend ihrer Ziele und Fähigkeiten unterrichtet: Sie können entweder in einem Jahr den Hauptschulabschluss nachholen bzw. verbessern, einen Ausbildungsplatz finden oder ihre Chancen auf eine erfolgreiche Berufsausbildung erhöhen. Bei entsprechenden Fähigkeiten können sie aber auch zwei Jahren den mittleren Bildungsabschluss erwerben. Dafür wechseln sie in das zweite Jahr der Zweijährigen Berufsfachschule Elektrotechnik oder Metalltechnik (2BFS), die ebenfalls an der ZGB angeboten wird.

## Geschichte der ZGB

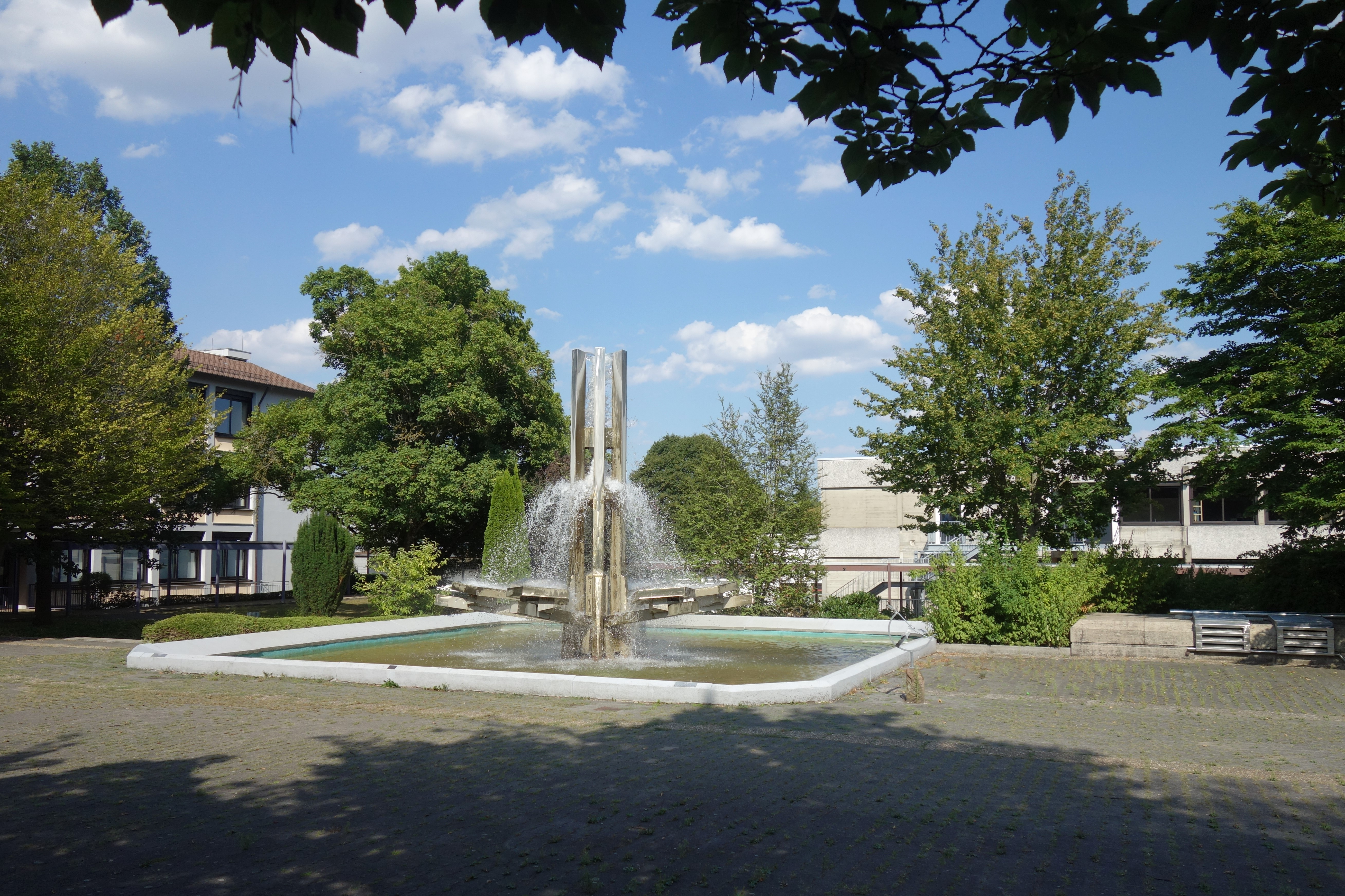
Oberer Schulhof

Aus den historischen Quellen der Stadt Buchen geht hervor, dass am 3. August 1846 der Gemeinderat der Stadt Buchen beim Großherzoglich Badisch Fürstlich Leiningen´schen Bezirksamt Buchen einen Antrag stellte, „Die höhere Bürgerschule und die Einrichtung einer Gewerbeschule betr.“ In dem Antrag wünscht der Gemeinderat, „dass ein weiterer Lehrer dahier angestellt werde, der aber nicht allein an der [1845 errichteten, Anm. d. Verfass.] höheren Bürgerschule Unterricht zu ertheilen, sondern ganztäglich den Unterricht an einer neu zu errichtenden, mit der höheren Bürgerschule zu verbindenden Gewerbeschule zu übernehmen hat. Die letztere Anstalt mangelt für die hiesige Gegend ganz und gar und wird, da die Gewerbsfähigkeit gegen anderen Gegenden sehr weit zurück sind, als ein dringendes Bedürfnis allgemein gefühlt.“
Der zuständige Oberamtmann Felleisen leitete den Antrag mit einem ausführlichen und für die Stadt Buchen wohlwollenden Bericht am 9. August 1846 auf dem Dienstweg an das Ministerium des Innern in Karlsruhe weiter. Das Ministerium fordert in seiner Erwiderung vom 21. Oktober 1846 „Die Errichtung einer Gewerbeschule zu Buchen betr.“ die Klärung weiterer Punkte und Beteiligungspflichten der Stadt beim Unterhalt der Schule. Am 21. November 1846 beschließt der Gemeinderat mit dem großen und kleinen Bürgerausschuss einstimmig, die vom Ministerium des Innern geforderten Bedingungen zu erfüllen und ein neues Schulhaus für die Gewerbe- und höhere Bürgerschule zu erbauen. Die Genehmigung zur Errichtung einer Gewerbeschule in Buchen durch das Ministerium des Innern erfolgte am 19. April 1847.
Die neu errichtete Gewerbeschule wurde am 6. Dezember 1847 eröffnet. Im ersten Jahr ihres Bestehens wurde die Gewerbeschule bereits von 70 Lehrlingen besucht.
Am 19. Dezember 1872 wurde aufgrund der neuen Gewerbeordnung für das ganze Deutsche Reich die Gewerbeschule selbständig.
Im März 1947 wurde mit Erlass des Präsidenten des Landesbezirks Baden verfügt, dass die Gewerbeschule Buchen, unter vorläufiger Aufhebung des Gewerbeschulverbandes Adelsheim, zur Zentralgewerbeschule des Landkreises Buchen wird. Die umliegenden Gewerbeschulen werden der ZGB unterstellt. 1949 wird die vorläufige Gültigkeit des Erlasses von 1947 in eine endgültige umgewandelt, d. h. die Gewerbeschulen des (damaligen) Landkreises Buchen werden dem Direktor der Zentralgewerbeschule Buchen als unmittelbaren Dienstvorgesetzten dienstlich und verwaltungsmäßig unterstellt.
Ab 1950 erfolgte ein Neubau der ZGB, das heutige A-Gebäude. Da damals ein großer Mangel an Ausbildungsplätzen herrschte, sollte insbesondere mit der Errichtung von Werkstätten dem Bedarf an beruflicher Grundbildung im Vollzeitunterricht an der ZGB entsprochen werden. Der Werkstattunterricht wird danach sukzessiv auf alle gängigen gewerblichen Berufsfelder ausgeweitet.
Ab dem Schuljahr 1973/74 stand ein weiteres Theorie- und Werkstattgebäude (D-Gebäude) für den wachsenden Bedarf des berufsschulischen Unterrichts zur Verfügung. Im Frühjahr 2003 erhöhte ein weiterer Neubau (F-Gebäude) die Kapazitäten der Schule.

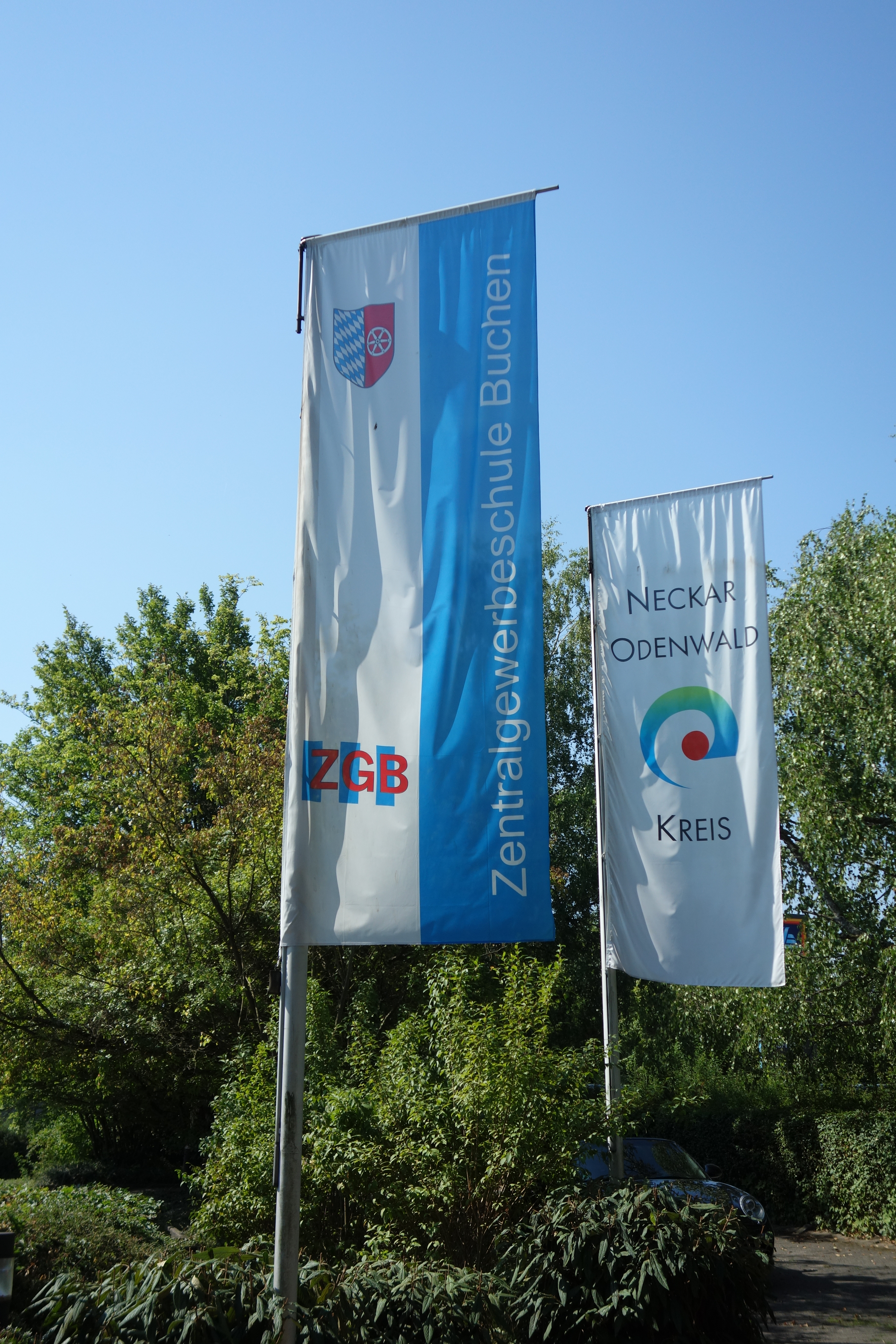
Fahnen der ZGB und des Schulträgers

## Schulleiter (seit 1949)
1949–1969  Alfons Willax
1969–1994  Erhard Brötel
1994–2012  Wolfgang Seifert
2012–2023  Konrad Trabold
Seit 2023  Carlo Götz

## Schulpartnerschaften
Die ZGB pflegt Partnerschaften mit:
- Ungarn, dem Müszaki Szakképzö Iskola és Kollégium in Szombathely, seit 1992
- Frankreich, dem Centre Scolaire La Salle in Saint-Etienne, seit 2017